# Арский Камень
А́рский Ка́мень (баш. Ар Ташы) — село в Белорецком районе  Республики Башкортостан России. Входит в состав Сосновского сельсовета.
С 2007 года носит современное название.

## Географическое положение
Находится на берегу реки Белой.
Расстояние до:

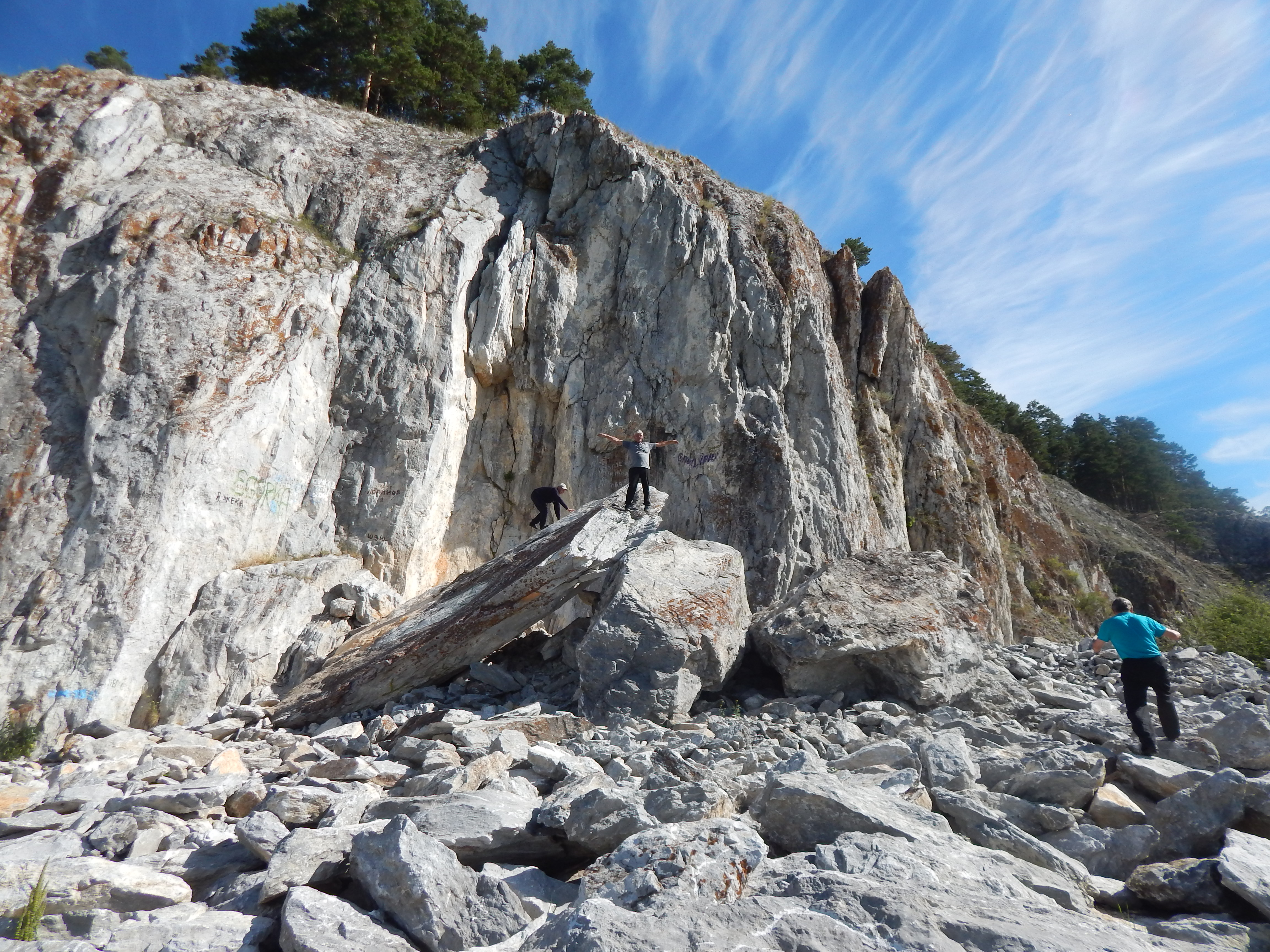
Скала Арский камень

- районного центра (Белорецк): 24 км,
- центра сельсовета (Сосновка): 4 км,
- ближайшей ж.-д. станции (Белорецк): 11 км.

## История
Жители села Арский камень были переселены в эту местность из Пензенской губернии в 1767 году.
По преданиям, во время Крестьянской войны 1773—1775 года здесь был убит управляющий Белорецким заводом Арский за отказ выпускать оружие для повстанцев.
До 10 сентября 2007 года называлось Селом дома отдыха «Арский камень».

## Население
| 2002 | 2009 | 2010 |
| ---- | ---- | ---- |
| 175  | ↘127 | ↘95  |

## Достопримечательности
Арский камень - памятник природы.

## Кинематограф
На скале Арский камень снимали эпизоды сериала «Вечный зов».